# Siège de Saint-Jean-d'Acre (1799)
Pour l’article homonyme, voir Siège de Saint-Jean-d'Acre.
Campagne d'Égypte
Batailles
Guerre de la Deuxième Coalition
- St George's Caye (navale) (09-1798)
- Nicopolis (10-1798)
- Corfou (11-1798)
- Copenhague (navale) (04-1801)
- Algésiras (navale) (06-1801)

Campagne de Hollande
- Callantsoog (08-1799)
- Vlieter (08-1799)
- Zyp (09-1799)
- Bergen (09-1799)
- Alkmaar (10-1799)
- Castricum (10-1799)

Campagne de Suisse
- Ostrach (03-1799)
- Feldkirch (03-1799)
- 1re Stockach (03-1799)
- Frauenfeld (05-1799)
- Winterthour (05-1799)
- 1re Zurich (06-1799)
- Schwytz (08-1799) (en)
- Amsteg (08-1799)
- Saint-Gothard (09-1799)
- 2e Zurich (09-1799)
- Linth (09-1799)
- Muten (10-1799) (ru)
- Engen (05-1800)
- 2e Stockach (05-1800)
- Moesskirch (05-1800)
- Biberach (05-1800)
- Erbach (05-1800)
- Höchstädt (06-1800)
- Ampfing (12-1800)
- Hohenlinden (12-1800)

Campagne d'Égypte
- Malte 1 (06-1798)
- Malte 2 (06-1798)
- Alexandrie (07-1798)
- Chebreiss (07-1798)
- Pyramides (07-1798)
- 1re Aboukir (08-1798)
- Salheyeh (08-1798)
- Malte 3 (09-1798)
- Sédiman (10-1798)
- Caire (10-1798)
- Samanouth (01-1799)
- El Arish (02-1799)
- Syène (02-1799)
- Jaffa (03-1799)
- Saint-Jean-d'Acre (03-1799)
- Mont-Thabor (04-1799)
- 2e Aboukir (07-1799)
- Damiette (11-1799)
- Héliopolis (03-1800)
- 3e Aboukir (03-1801)
- Mandora (03-1801)
- Canope (03-1801)
- Fort Jullien (04-1801)
- Le Caire (06-1801)
- Alexandrie (08-1801)

2e Campagne d'Italie
- Vérone (03-1799)
- Magnano (04-1799)
- Cassano (04-1799)
- Mantoue (04-1799)
- Bassignana (05-1799)
- 1re Marengo (05-1799) (en)
- Modène (06-1799) (en)
- Trebbia (06-1799)
- 2e Marengo (06-1799) (en)
- Novi 1 (08-1799)
- Rome (09-1799)
- Mannheim (09-1799) (en)
- Novi 2 (10-1799) (en)
- Genola (11-1799)
- Gênes (04-1800)
- Sassello (04-1800) (en)
- Fort Bard (05-1800)
- Verceil (05-1800)
- Turbigo (05-1800)
- Montebello (06-1800)
- 3e Marengo (06-1800)
- Pozzolo (12-1800)

Le siège de Saint-Jean-d'Acre  est un épisode de la campagne d'Égypte, qui eut lieu dans l'actuelle ville d'Acre en Israël, qui commence le 20 mars 1799 et se termine le 21 mai 1799 sur un retrait des troupes françaises.
Les assiégés turcs sont commandés par Djezzar Pacha, et sont soutenus par une flotte britannique commandée par l'amiral Sidney Smith.

## Contexte
Sur les 13 000  hommes entrés en Syrie que compte l'armée de Bonaparte, 1 000 ont été tués ou blessés aux combats d'El-Arich, Gaza et de Jaffa. 1 000 sont malades dans les hôpitaux de Nazareth, Chafa-arm, Ramléh, Jaffa et Gaza. 2 000 hommes sont nécessaires pour tenir les positions de Katiéh, El-Arich, Gaza et Jaffa. 
L'armée française manque de vivres et de munitions. La flotte qui devait en apporter a été capturée devant Haïfa par la flotte anglaise.

## Début du siège

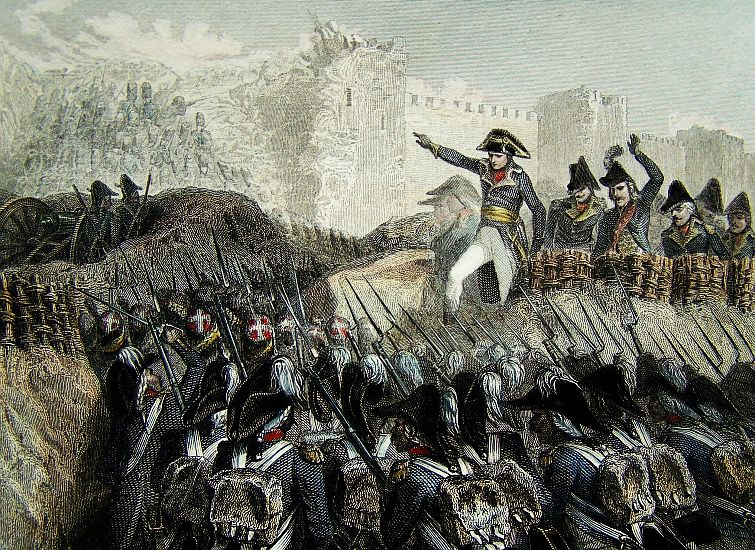
Napoléon Bonaparte au siège de Saint-Jean-d'Acre.

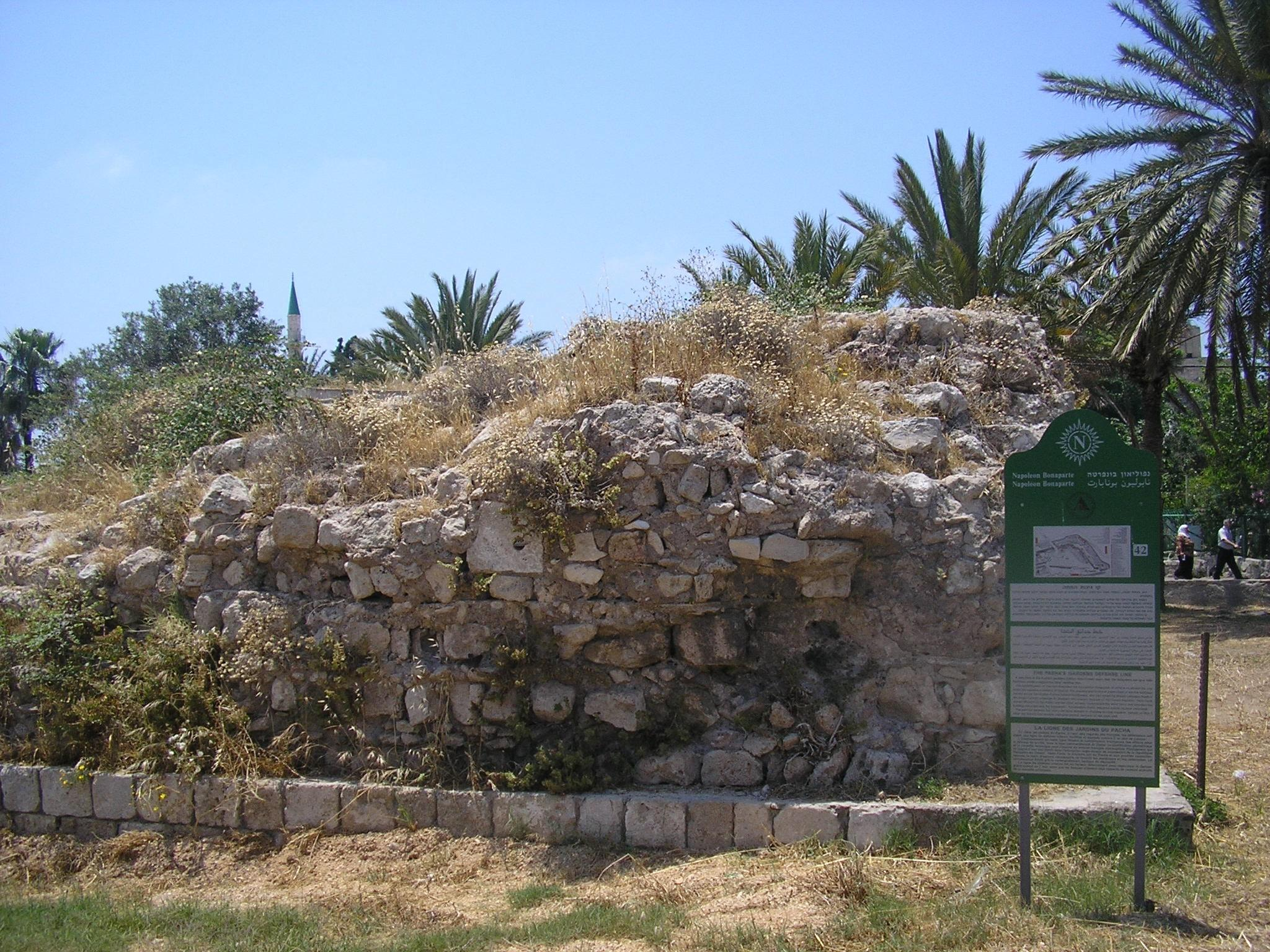
Restes de la ligne de fortification interne édifiée par Phélippeaux lors du siège.

Le 18 mars, l'armée française paraît devant Saint-Jean-d'Acre. La ville est bâtie sur une langue de terre qui s'avance dans la Méditerranée. Les travaux de siège commencent le 20 mars.
Le 26 mars, les assiégés tentent en vain une sortie. Le 28, douze pièces de campagne et quatre obusiers font feu sur une tour. À 15 heures, la brèche paraît suffisante, les grenadiers s'élancent mais se retrouvent devant un fossé de quinze pieds de large revêtu d'une contrescarpe de dix pieds de hauteur. Alors qu'ils descendent dans le fossé ils sont surpris par l'artillerie de la place et sont obligés de se retirer. Cet assaut a coûté la vie de 25 hommes et fait 87 blessés dans les rangs français.
Chaque jour, la garnison reçoit de Chypre et de Tripoli des secours en hommes, en vivres et en munitions. Du 5 au 6 avril, débarquent ainsi les canons pris devant Caïffa, ainsi que le colonel Phélippeaux, qui avait fait ses études à l'école militaire de Brienne en même temps que Bonaparte et qui conseille avantageusement les artilleurs de Djezzar Pacha.
Fière de sa résistance, la garnison tente plusieurs sorties, toutes repoussées, mais qui gênent considérablement les travaux de siège. Le 7 avril, sur les conseils de Phélippeaux, qui pressent une attaque imminente, Djezzar Pacha ordonne une sortie pour détruire les mines. L'attaque est repoussée in extremis, et coûte la vie à 800 hommes dans les camps des assiégés, parmi lesquels une soixantaine d'Anglais.

## Dans la plaine de Fouli
Pendant ce temps, dans toute la Syrie, Djezzar Pacha lève une puissante armée. Informé par les peuplades chrétiennes du Liban, Bonaparte envoie 500 hommes en reconnaissance sous les ordres du général Junot. Ils sont assaillis par 3 000 cavaliers, et se replient en faisant 600 morts dans les rangs ennemis. Accouru à son aide, Kléber les rejoint à Nazareth. Fort de ce renfort, Junot repart à l'attaque mais se retrouve cette fois devant 8 000 hommes qu'il parvient à repousser.
La région semble infestée de bandes ennemies, Kléber en a rencontré 30 à 35 000 dans la plaine de Fouli. Averti, Bonaparte décide de frapper un coup décisif. Ne laissant devant Saint-Jean-d'Acre que les divisions Lannes et Reynier, Bonaparte lui-même accourt avec la division Bon et la cavalerie. Murat est envoyé sur le Jourdain avec 1 000 hommes accompagnés d'un canon pour couper la retraite de l'ennemi.
Lorsque le 16 avril, Bonaparte arrive avec les renforts sur les hauteurs qui dominent la plaine de Fouli, il aperçoit au pied du Mont Thabor les 2 000 hommes restant de la division Kléber sur le point de succomber sous les coups de 25 000 cavaliers et 10 000 fantassins ottomans. Ces derniers, sous la charge des renforts français, ne tardent pas à débander dans le plus grand désordre vers le Jourdain. Ils sont arrêtés par Murat qui occupe le pont d'Iacoub. Les fuyards se jettent alors dans le fleuve. Beaucoup périssent noyés.

## Retour devant Saint-Jean-d'Acre
La nouvelle de cette victoire et l'arrivée, le 15 avril dans le port de Jaffa, du contre-amiral Perrée avec trois frégates chargées de pièces et de munitions de siège, remplit les Français de joie. Mais ils doivent bien vite déchanter en constatant que les assiégés sont loin de baisser les bras. Les sorties fréquentes de la garnison, quand elles ne parviennent pas à détruire les ouvrages de siège qui ont demandé plusieurs jours de travail, ralentissent beaucoup la progression. Lorsque les Français viennent enfin à bout d'une fortification, c'est pour s'apercevoir qu'une nouvelle vient d'apparaitre derrière celle qui vient d'être abattue. Les jours passent, les munitions commencent à manquer au point qu'une prime est offerte aux soldats pour chaque projectile récupéré. Le général Caffarelli qui avait déjà perdu la jambe gauche en 1797, est blessé au coude, il faut l'amputer.
Le 7 mai, des navires turcs en grand nombre acheminent 12 000 hommes en renfort avec des vivres et des munitions. Ayant reconnu les navires, Bonaparte lance rapidement un assaut général, avant que les renforts n'aient le temps de débarquer. La tour est prise au prix d'un carnage. La nuit suspend les combats. Au matin, les tirs d'artillerie font une nouvelle brèche. Le général Rambeaud s'élance avec deux cents grenadiers. Des maisons voisines, des barricades dans les rues, part un feu nourri qui force les assaillants à se réfugier dans une mosquée voisine. Il est tué pendant l'assaut. 
Le général Lannes s'élance à son tour, mais les Turcs et les marins anglais qui venaient de débarquer couvrent la brèche. Lannes est renversé par un coup de feu. Ses soldats l'emportent. À chaque instant, les assiégés reçoivent de nouveaux renforts. Il fait nuit, l'ordre est donné de faire retraite. Les grenadiers réfugiés dans la mosquée n'échappent à la fureur des hommes de Djezzar Pacha, que grâce à l'intervention de l'amiral Sydney Smith qui les fait prisonniers.

## La retraite

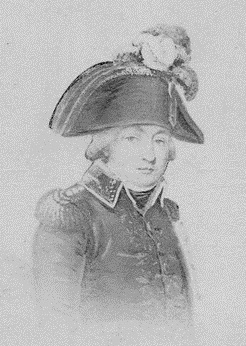
Louis André Bon (1758-1799), général de division tué au siège de Saint-Jean-d'Acre.

Bonaparte se rend bien compte que plus les jours passent et plus ses forces diminuent, alors que celles de l'adversaire ne font que croitre. Pourtant il ne peut se résoudre à l'échec. Le 10 mai à 2 heures du matin, les grenadiers des 75e et 19e demi brigades et les carabiniers de la 2 d'infanterie légère montent à l'assaut pour surprendre les assiégés et tenter de s'établir sur la brèche. Les premiers postes sont égorgés, mais la garnison tient bon. Dans un dernier assaut, tenté le soir même, le général Bon est mortellement blessé, ainsi que de nombreux officiers de l'état-major. 
Bonaparte se résout enfin à lever le siège. Tandis qu'on use le reste des munitions pour couvrir leur départ, les blessés sont évacués les premiers. Ayant constaté les préparatifs de retraite, Djezzar Pacha fait de nombreuses sorties, toutes repoussées. Le 17 mai, le général en chef annonce enfin la levée du siège à ses hommes.  
La retraite se déroule en bon ordre. Le 20 mai, le général Lagrange repousse encore deux sorties. Le général Lannes ouvre la marche, suivi du parc et des divisions Bon et Reynier. Le général Kléber forme l'arrière-garde, tandis que le général Junot couvre le flanc gauche. Les malades et les blessés ainsi que le reste de l'artillerie sont embarqués à Jaffa, mais les trois frégates ne tardent pas à tomber entre les mains de l'amiral Sidney Smith. Toute la nuit du 21 au 22 mai, l'artillerie continue de tirer sur la place. Ayant abandonné les malades à Jaffa, l'armée française rentre au Caire le 14 juin.

## Conséquences
Des combats, mais aussi de la maladie, un quart des hommes engagés dans cette campagne ont péri, ainsi qu'un grand nombre d'officiers : Le général Caffarelli est mort le 27 avril des suites de ses blessures, tout comme le général Rambeaud, le 8 mai et le général Bon, le 10 mai. Jean Lannes gravement blessé au cou le 8 mai, est sauvé par le docteur Larrey.
La peste se déclare dans le camp d'Acre. Avant que les troupes françaises n'aient abandonné le siège, une cinquantaine d'hommes sont déjà atteints. Ils mourront à Jaffa où on les emmène à la suite de l'armée, propageant ainsi la maladie. La peste ne fait pas que des victimes dans les rangs français, quelques jours après la levée du siège, Phélippeaux succombe de la maladie.
Dans cette affaire, le prestige des Britanniques sort encore grandi et la collaboration de l'Empire ottoman est désormais acquise. Dans les ports de l'île de Rhodes, Said Mustapha Pacha, rassemble des troupes pour attaquer Alexandrie. Sous son commandement, le 14 juillet, 60 vaisseaux britanniques débarquent 16 000 hommes qui prennent d'assaut les fortifications et s'emparent du port d'Aboukir.

## Sources
- Histoire philosophique de la révolution de France
- Jean-Joseph Ader, Charles Théodore Beauvais de Préau, Histoire de l'expédition d'Égypte et de Syrie, 1826
- Henri-Gatien Bertrand, Guerre d'Orient: Campagnes de Égypte et de Syrie, 1798-1799, Napoleon - 1847
- Maxime Petit, Les sièges célèbres de l'Antiquité, du Moyen Âge et des temps modernes, 1881
- Charles de Lacretelle, Histoire de France pendant le dix-huitième siècle, 1826
- Mathieu Dumas, Précis des évènements militaires, ou Essais historiques sur les campagnes de 1799 à 1814, 1817